# Караосманоглу, Февзи Лютфи
Февзи Лютфи Караосманоглу (1900—1978) — турецкий землевладелец, политик, писатель и журналист. Трижды избирался в Великое национальное собрание, занимал посты государственного министра и министра внутренних дел в правительствах Аднана Мендереса.

## Биография
Родился в 1900 году в Манисе. Был родом из богатой семьи землевладельцев.
В 1922 году окончил сельскохозяйственный лицей Халкалы в Стамбуле. Во время учёбы писал для журналов «Dergâh» и «Yeni Mecmua».
После окончания учёбы продолжил писать для различных изданий, в том числе для «Resimli Gazete» и «Son Telgraf», последнее из них было создано в 1924 году Караосманоглу вместе с Садри Этхемом, Хюсейином Авни и Супхи Нури Илери. В «Son Telgraf» вёл колонку, озаглавленную «Не так ли?» (тур. Değil mi?). Был сторонником Прогрессивной республиканской партии и критиком Республиканской народной партии. В 1925 году был арестован и отдан под суд, через 3 месяца, 13 сентября 1925 был признан невиновным и освобождён. После ареста недолгое время писал для «Güneş» .
В 1927 году вернулся в Манису и до 1940-х годов занимался сельским хозяйством. В период Второй мировой войны публиковал в издании «Vatan» статьи, в которых критиковал однопартийное правительство. Вступил в Демократическую партию, в 1946 году баллотировался в Великое национальное собрание Турции от Манисы, но не был избран. В январе 1947 года на партийном конгрессе Демократической партии был избран членом исполнительного комитета.
В 1950 году на очередных парламентских выборах был избран членом Великого национального собрания от Манисы. В том же году вошёл в состав правительства Аднана Мендереса в качестве государственного министра. 2 декабря 1951 был назначен министром внутренних дел, но 2 апреля 1952 года ушёл в отставку. В 1954 году был переизбран в Великое национальное собрание. В 1955 году был исключён из Демократической партии после конфликта с премер-министром Аднаном Мендересом. Караосманоглу обвинял премьер-министра Мендереса и президента Махмуда Баяра в проявлении «диктаторских тенденций». Вместе с Караосманоглу в тот же день из Демократической партии были исключены ещё 28 человек.
Караосманоглу и другие исключённые из Демократической партии политики создали Либеральную партию, 22 декабря 1955 года Караосманоглу был избран её председателем. Подписал изданную 4 сентября 1957 года декларацию, в которой призывалось к более детальному включению фундаментальных прав и свобод человека в Конституцию, созданию Конституционного суда и двухпалатного парламента. Помимо Караосманоглу, декларацию подписали Исмет Инёню, Тургут Гёле, Фуат Арна, Касым Гюлек, Энвер Гюрели, Ахмет Бильгин, Ибрахим Октем и Нуреттин Ардычоглу.
На парламентских выборах 1957 года баллотировался в Великое национальное собрание, но не был избран. В следующем году после роспуска Либеральной партии Караосманоглу и ряд других бывших её членов присоединилась к Республиканской народной партии (РНП). На 14-м партийном конгрессе РНП, прошедшем 12 чнваря 1959 года, Караосманоглу набрал большинство голосов и был избран членом партийного совета.
После государственного переворота 1960 года и формирования Конституционной ассамблеи в 1961 году Караосманоглу был избран её членом. На прошедших в том же году выборах был избран в Великое национальное собрание. В 1962 году вышел из РНП и состава Великого национального собрания из-за конфликтов с руководством РНП. После этого поддерживал Партию справедливости.
Умер в Стамбуле 22 октября 1978 года.